# عاموس آدانی
عاموس آدانی (انگلیسی: Amos Adani؛ زادهٔ ۲ آوریل ۱۹۴۶) بازیکن فوتبال اهل ایتالیا است.
از باشگاه‌هایی که در آن بازی کرده‌است می‌توان به باشگاه فوتبال مودنا و باشگاه فوتبال بولونیا اشاره کرد.